# 므후야엘
창세기 4장 18절에 나오는 성경인물 가인의 자손이다

## 므후야엘
| 아담의 계보 | 아담의 계보 |
| 셋의 계보   | 카인의 계보 |
| ----------- | ----------- |
| 셋          | 카인        |
| 에노스      | 에녹        |
| 케난        | 이랏        |
| 마하랄렐    | 므후야엘    |
| 야렛        | 므두사엘    |
| 에녹        | 라멕        |
| 므두셀라    | --          |
| 라멕        | --          |
| 노아        | --          |